# Pindwara
Pindwara è una suddivisione dell'India, classificata come municipality, di 20.758 abitanti, situata nel distretto di Sirohi, nello stato federato del Rajasthan. In base al numero di abitanti la città rientra nella classe III (da 20.000 a 49.999 persone).

## Geografia fisica
La città è situata a 24° 48' 0 N e 73° 4' 0 E e ha un'altitudine di 371 m s.l.m..

## Società

### Evoluzione demografica
Al censimento del 2001 la popolazione di Pindwara assommava a 20.758 persone, delle quali 10.947 maschi e 9.811 femmine. I bambini di età inferiore o uguale ai sei anni assommavano a 3.428, dei quali 1.884 maschi e 1.544 femmine. Infine, coloro che erano in grado di saper almeno leggere e scrivere erano 12.469, dei quali 7.927 maschi e 4.542 femmine.